# Sportåret 2014

## Händelser

### Allmänt

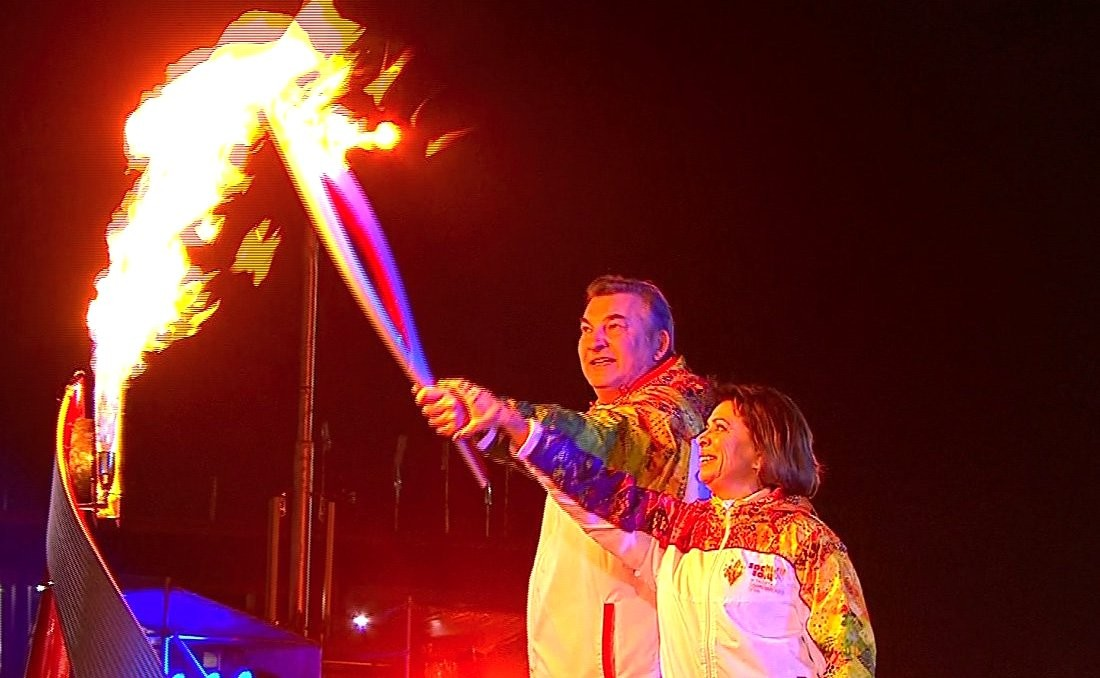
Olympiska vinterspelen.

- 7-23 februari - Olympiska vinterspelen avgörs i Sotji i Ryssland.
- 7-16 mars - Paralympiska vinterspelen avgörs i Sotji i Ryssland.
- 23 juli-3 augusti - Samväldesspelen i Glasgow i Skottland, Storbritannien.
- 19 september-4 oktober - Asiatiska spelen i Incheon i Sydkorea.
- 3 oktober - Gabriel Wikström blir ny idrottsminister i Sverige.[1]

### Bandy
- 2 februari - Ryssland vinner världsmästerskapet för herrar i Irkutsk i Ryssland genom att finalslå Sverige med 3-2. Kazakstan vinner bronsmatchen mot Finland med 5-3.[2]
- 9 februari - Ryssland vinner världsmästerskapet för damer i Villmanstrand i Finland genom att finalslå Sverige med 3-1. Finland vinner bronsmatchen mot Norge med 3-2.[3]
- 15 mars – AIK blir svenska dammästare genom att besegra Kareby IS med 5-1 i finalen på Friends Arena i Solna.[4]
- 16 mars – Sandvikens AIK blir svenska herrmästare genom att besegra Västerås SK med 5-4 i finalen på Friends Arena i Solna.[5]
- 12 oktober – Västerås SK, Sverige vinner World Cup genom att besegra IFK Vänersborg, Sverige med 4–1 i finalmatchen i Göransson Arena i Sandviken, Sverige.[6]

### Baseboll
- 29 oktober - National League-mästarna San Francisco Giants vinner World Series med 4-3 i matcher över American League-mästarna Kansas City Royals.[7]

### Basket
- 15 juni - San Antonio Spurs vinner NBA-finalserien mot Miami Heat med 4-1 i matcher.[8]
- 14 september - USA i Spanien blir herrvärldsmästare genom att finalslå Serbien med 129-92 medan Frankrike slår Litauen med 95-93 i matchen om tredje pris.[9]
- 5 oktober - USA blir i Turkiet damvärldsmästare genom att finalslå Spanien med 77-64 medan Australien slår Turkiet med 74-44 i matchen om tredje pris.[10]

### Drakbåtspaddling

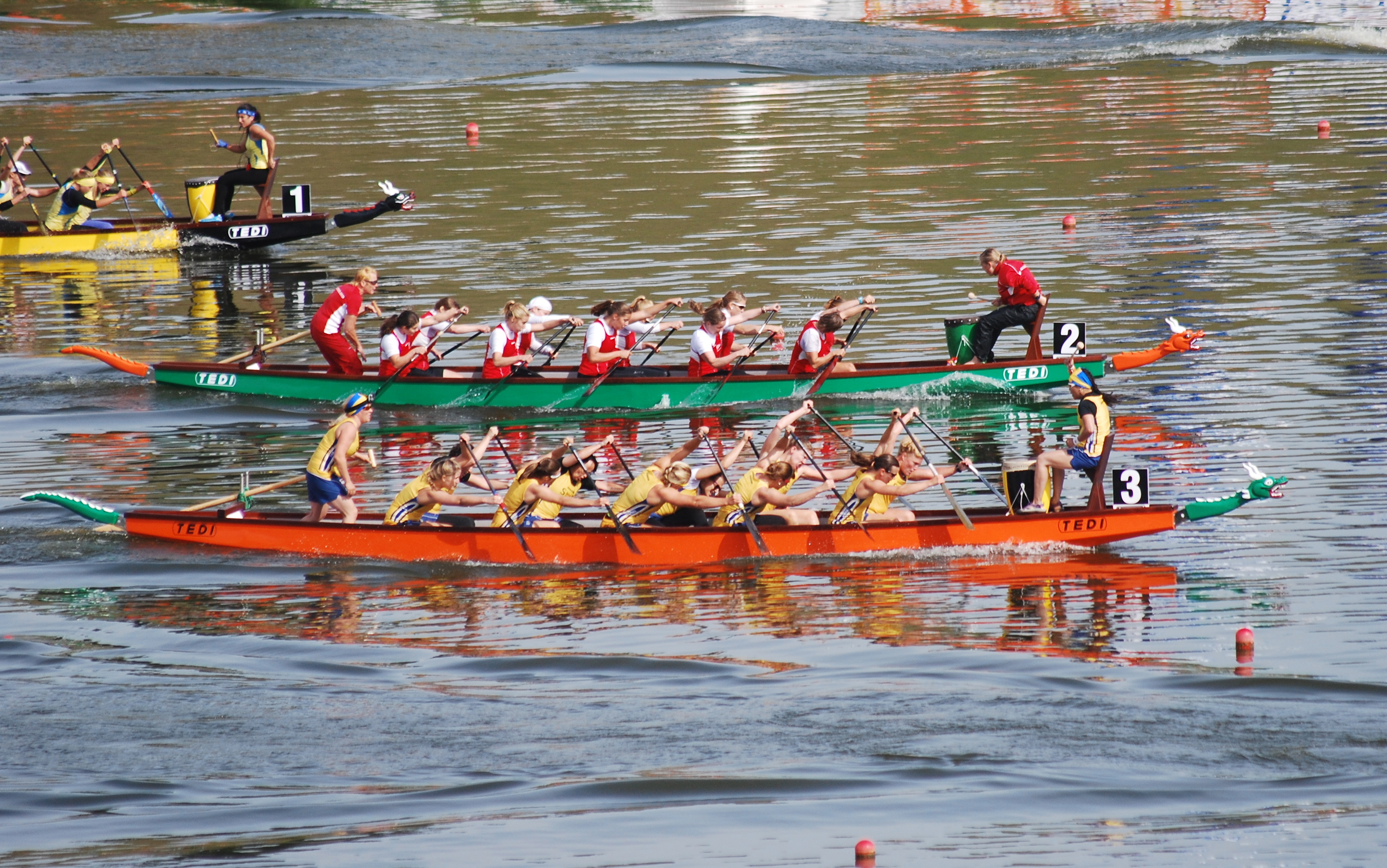
Sverige och Tyskland ligger jämnt i ett lopp i 10manna dam-klassen på drakbåts-VM 2014.

- Den 25-27 juli avgjordes drakbåts-EM för landslag 2014 i Racice i Tjeckien.
- Den 14-15 augusti avgjordes drakbåts-SM i Jönköping. Klasserna som kördes var 10manna mixed 200 meter och 500 meter. På 200 meter blev Kajakklubben Eskimå guldmedaljör, Örnsbergs kanotsällskap tog silvret och Kungälvs Kanotklubb tog brons. På 500 meter tog Kajakklubben Eskimå guld, Örnsbergs kanotsällskap silver och Tibro Kanotklubb tog brons.
- Den 28-31 augusti tog det svenska seniorlandslaget brons på både 500 meter i 20manna mixed. Detta var den första VM-medaljen i 20manna mixed till Sverige sedan drakbåts-VM för landslag 1997 i Hongkong. Damerna tog två VM-silver, båda i 10manna-båt, på distanserna 500 meter och 2000 meter. I klassen master (40+) tog Sverige sina första medaljer någonsin, brons i 20manna mixed och 10manna dam, båda över 2000 meter.

### Fotboll

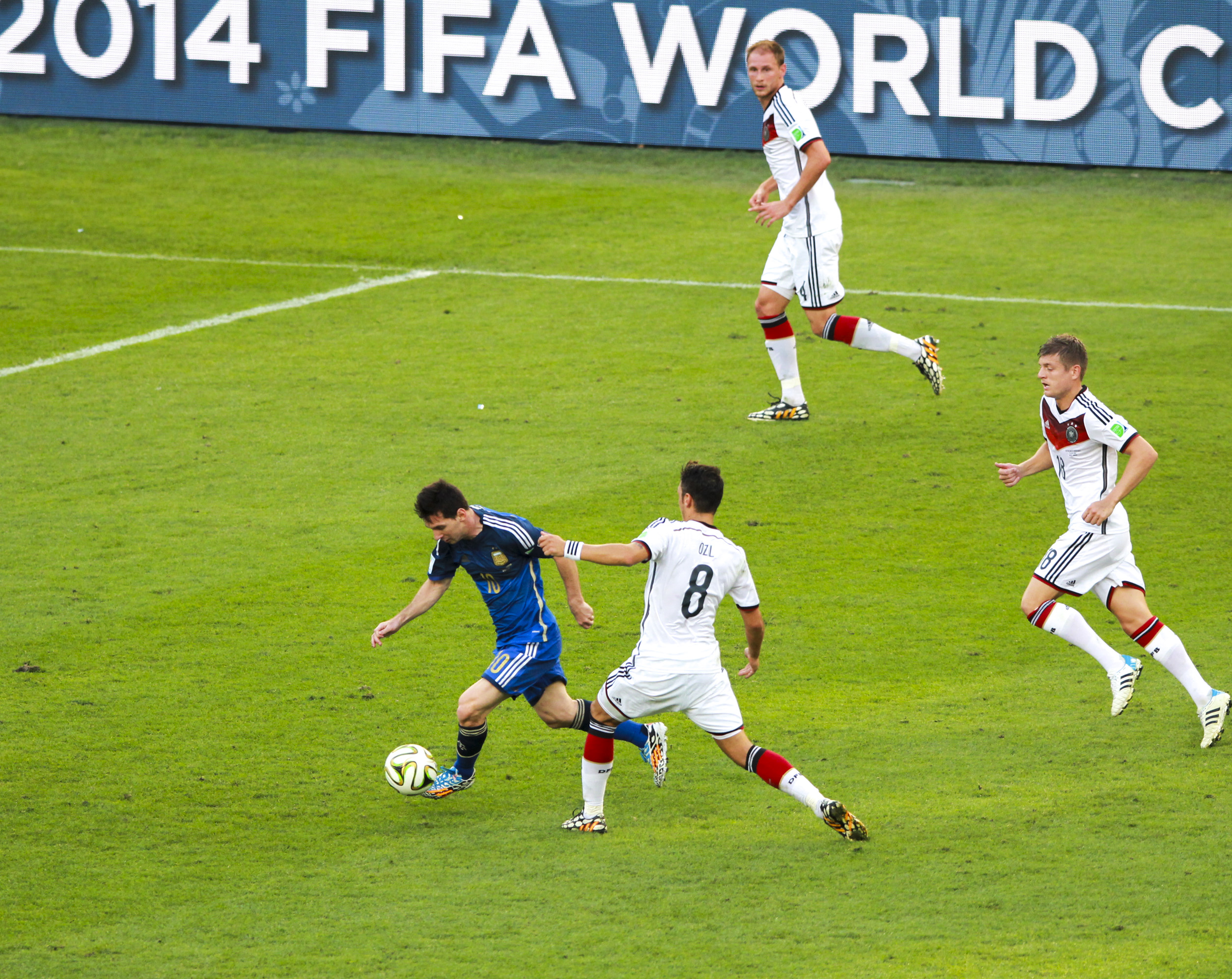
Tyskland vinner finalen över Argentina och blir herrvärldsmästare.

- 12 juni–13 juli - Tyskland vinner Världsmästerskapet för herrar i Brasilien genom att besegra Argentina med 1–0 i förlängning i finalen, medan Nederländerna tar brons efter seger med 3–0 mot Brasilien i matchen om tredje pris.[11]
- 25 september - FC Rosengård blev svenska mästare för damer, efter att ha säkrat titeln i den 18 omgången, efter att på bortaplan ha besegrat Kopparbergs/Göteborg  med 3–2.
- 5 oktober - Malmö FF blev svenska mästare för herrar efter att ha säkrat seriesegern redan i den 27:e omgången via en 12-poängsledning. Malmö FF:s serieseger år 2014 innebar att laget blev första herrlag att försvara ett SM-guld sedan Djurgårdens IF vann säsongerna 2002 och 2003.

### Friidrott
- 12-17 augusti - Europamästerskapen avgörs i Zürich i Schweiz.

### Handboll
- 26 januari - Frankrike vinner Europamästerskapet för herrar i Danmark genom att finalslå Danmark med 41-32 i Herning medan Spanien slår Kroatien med 29-28 i bronsmatchen.[12]
- 7–21 december - Europamästerskapet för damer spelas i Kroatien och Ungern. Norge vinner turneringen före Spanien, som får finalstryk med 28-25, medan Sverige tar brons genom att slå Montenegro med 25-23 i matchen om bronset.[13]

### Innebandy
- 12 april
  - IBF Falun blir svenska herrmästare efter finalseger mot Storvreta IBK med 7-6 i sudden death i Malmö Arena.[14]
  - Djurgårdens IF blir svenska dammästare efter finalseger mot KAIS Mora IF med 6-5 i sudden death i Malmö Arena.[15]
- 6–14 december - Sverige vinner världsmästerskapet för herrar i  Scandinavium i Göteborg Sverige genom att besegra Finland med 3-2 i finalen[16] medan Tjeckien tar brons efter seger med 4-3 över Schweiz i bronsmatchen.

### Ishockey
- 5 januari - Finland vinner herrjuniorvärldsmästerskapet i Malmö, före Sverige och Ryssland.[17]
- 20 februari - Kanada vinner den olympiska damturneringen i Sotji i Ryssland före USA, som finalbesegras med 3–2 efter förlängning, och Schweiz.[18]
- 23 februari - Kanada vinner den olympiska herrturneringen i Sotji i Ryssland före  Sverige, som finalbesegras med 3–0, och Finland.[19]
- 19 mars – Linköpings HC blir svenska dammästare efter att ha finalbesegrat Modo Hockey med 3–2 efter förlängning i Örnsköldsvik.[20]
- 21 april – Skellefteå AIK blir svenska herrmästare efter att ha finalbesegrat Färjestads BK med 4–0 i matcher.[21]
- 9–25 maj - Världsmästerskapet för herrar spelas i Minsk i Vitryssland, och vinns av Ryssland som finalslår Finland med 5–2, medan Sverige tar brons efter seger med 3–0 mot Tjeckien i matchen om tredje pris.[22]
- 13 juni – Los Angeles Kings vinner Stanley Cup genom att hemmabesegra New York Rangers med 3–2 i sudden death, och därmed totalt vinna finalserien med 4–1 i matcher.[23]

### Klättring
- 15 december – Renata Chlumska[24] blir första svenska kvinna att uppnå ”Seven Summits” då hon når toppen av Vinson Massif.

### Längdskidåkning
- 2 mars - Vasaloppet avgörs i Sverige. John Kristian Dahl, Norge vinner herrklassen medan Laila Kveli, Norge vinner damklassen.[25]

### Motorsport
- 15 juni – André Lotterer, Benoît Tréluyer och Marcel Fässler vinner Le Mans 24-timmars med en Audi R18 e-tron quattro.
- 23 november – Lewis Hamilton, blir Formel 1-världsmästare för andra gången i karriären.[26]

### Orientering
- 3-4 maj 10-mila kavlen avgjordes i Eksjö, Småland.
- 14-15 juni Jukolakavlen avgjordes i finska Vehmersalmi.
- 5-13 juli Världsmästerskapen avgjordes i Trento och Veneto i Italien.
- 19-25 juli O-Ringen, världens största orienteirngstävling, avgjordes i Kristianstad, Skåne.
- 11-12 oktober avgjordes 25-manna i Haninge, Stockholm.

### Volleyboll
- 21 september - Polen blir i Polen herrvärldsmästare genom att finalslå Brasilien med 3-0 medan Tyskland slår Frankrike med 3-1 i matchen om tredje pris.[27]
- 12 oktober - USA blir i Italien damvärldsmästare genom att finalslå Kina med 3-1 medan Brasilien slår Italien med 3-2 i matchen om tredje pris. [28]

## Avlidna
- 1 januari
  - Jorge Jottar, 84, chilensk sportskytt.[29]
  - Josep Seguer, 90, spansk fotbollsspelare.[30]
- 5 januari – Eusébio, 71, portugisisk fotbollsspelare.[31]
- 6 januari – Karel Gut, 86, tjeckoslovakisk ishockeyspelare och tränare.[32]
- 15 februari – Enju Valtjev, 78, bulgarisk brottare.
- 28 mars – Tommy Hanné, 67, svensk travtränare och travkusk.
- 21 december – Åke "Bajdoff" Johansson, 86, svensk fotbollsspelare.

### Fotnoter
1. ↑  Rikard Lann (3 oktober 2014). ”SSU-ordförande ny idrottsminister”. SVT Sport. http://www.svt.se/sport/ssu-ordforande-ny-idrottsminister. Läst 4 oktober 2014.
2. ↑  ”World Championships 2014” (på engelska). Bandysidan. http://www.bandysidan.nu/event.php?EVID=186. Läst 2 februari 2014.
3. ↑  ”World Championships Women 2014” (på engelska). Bandysidan. http://www.bandysidan.nu/event.php?EVID=190. Läst 22 februari 2014.
4. ↑  Erik Jonsson (15 mars 2014). ”2010–2019”. Svenska Bandyförbundet. https://www.svenskbandy.se/BANDYFINALEN/HISTORIK/Svenskamastare/Damer/2010-2019/. Läst 25 maj 2014.
5. ↑  Erik Jonsson (16 mars 2014). ”2010–2019”. Svenska Bandyförbundet. https://www.svenskbandy.se/BANDYFINALEN/HISTORIK/Svenskamastare/Herrar/2010-2019/. Läst 25 maj 2014.
6. ↑  Anders Hansson (TT) (12 oktober 2014). ”Västerås vann World Cup” (på svenska). SVT Västmanland. https://www.svt.se/nyheter/lokalt/vastmanland/vasteras-vann-world-cup. Läst 3 september 2024.
7. ↑  ”2014 World Series” (på engelska). Baseball-Reference.com. http://www.baseball-reference.com/postseason/2014_WS.shtml. Läst 25 juni 2015.
8. ↑  ”2013-14 NBA Schedule and Results” (på engelska). Basketball Reference. 2013-2014. http://www.basketball-reference.com/leagues/NBA_2014_games.html. Läst 16 juni 2014.
9. ↑  Todor Krastev (16 mars 2014). ”Men Basketball 17th World Championship 2014 - Spain 30.08 - 14.09 - Winner United States” (på engelska). Sport Statistics. Arkiverad från originalet den 6 oktober 2014. https://web.archive.org/web/20141006101803/http://www.todor66.com/basketball/World/Men_2014.html. Läst 14 september 2014.
10. ↑  Todor Krastev (16 mars 2014). ”Women Basketball World Championship 2014 Turkey - 27.09-05.10 - Winner United States” (på engelska). Sport Statistics. Arkiverad från originalet den 27 juni 2015. https://web.archive.org/web/20150627164309/http://todor66.com/basketball/World/Women_2014.html. Läst 5 oktober 2014.
11. ↑  ”World Cup 2014” (på engelska). RSSSF. 16 mars 2014. http://www.rsssf.com/tables/2014f.html. Läst 26 juli 2014.
12. ↑  ”Sport Statistics” (på engelska). 16 mars 2014. Arkiverad från originalet den 17 januari 2014. https://web.archive.org/web/20140117024931/http://todor66.com/handball/Europe/Men_2014.html. Läst 26 januari 2014.
13. ↑  ”Sport Statistics” (på engelska). 16 mars 2014. Arkiverad från originalet den 22 april 2015. https://web.archive.org/web/20150422000134/http://todor66.com/handball/Europe/Women_2014.html. Läst 21 december 2014.
14. ↑  ”Resultat/Spelprogram”. Svenska Innebandyförbundet. 16 mars 2014. Arkiverad från originalet den 24 september 2015. https://web.archive.org/web/20150924035519/http://www.innebandy.se/templates/IDA/ScheduleAndResults.aspx?PageID=8811&CompetitionID=18799. Läst 25 maj 2014.
15. ↑  ”Resultat/Spelprogram”. Svenska Innebandyförbundet. 16 mars 2014. Arkiverad från originalet den 24 september 2015. https://web.archive.org/web/20150924035517/http://www.innebandy.se/templates/IDA/ScheduleAndResults.aspx?PageID=8811&CompetitionID=18798. Läst 25 maj 2014.
16. ↑  ”Datum i innebandyhistorien”. Svenska Innebandyförbundet. Arkiverad från originalet den 15 maj 2021. https://web.archive.org/web/20210515132333/https://epiadmin.innebandy.se/sv/StatistikHistorik/Datum-i-innebandyhistorien/. Läst 25 mars 2020.
17. ↑  ”Championnat du monde des moins de 20 ans 2013/14” (på franska). Hockey Archives. 5 januari 2014. https://www.hockeyarchives.info/U-20_2014.htm. Läst 26 januari 2014.
18. ↑  ”Jeux Olympiques de Sotchi 2014 Tournoi féminin” (på franska). Hockey Archives. 20 februari 2014. https://www.hockeyarchives.info/JOfem2014.htm. Läst 23 februari 2014.
19. ↑  ”Jeux Olympiques de Sotchi 2014” (på franska). Hockey Archives. 23 februari 2014. https://www.hockeyarchives.info/JO2014.htm. Läst 23 februari 2014.
20. ↑  ”Championnat de Suède féminin 2013/14” (på franska). Hockey Archives. 19 mars 2014. https://www.hockeyarchives.info/Suefem2014.htm. Läst 17 mars 2020.
21. ↑  ”Championnat de Suède 2013/14” (på franska). Hockey Archives. 21 april 2014. Arkiverad från originalet den 7 mars 2018. https://web.archive.org/web/20180307215717/http://www.hockeyarchives.info/Suede2014.htm. Läst 3 juli 2015.
22. ↑  ”Championnats du monde 2014” (på franska). Hockey Archives. 25 maj 2014. https://www.hockeyarchives.info/mondial2014.htm. Läst 14 juni 2014.
23. ↑  ”NHL 2013/14” (på franska). Hockey Archives. 13 juni 2014. https://www.hockeyarchives.info/NHL2014.htm. Läst 17 juni 2015.
24. ↑   Renata Chlumska har klarat the Seven summits, utsidan.se (läst 14 apr 2024)
25. ↑  ”Historiska segrare”. Vasaloppet. Arkiverad från originalet den 22 mars 2020. https://web.archive.org/web/20200322121012/https://www.vasaloppet.se/wp-content/uploads/sites/1/2019/09/historiska_segrare_vasaloppet_sve_2019-09-18.pdf. Läst 22 mars 2020.
26. ↑  Sunnervik, Linus (23 november 2014). ”Lewis Hamilton blev världsmästare 2014”. Expressen. http://www.expressen.se/sport/motor/lewis-hamilton-blev-varldsmastare-2014/. Läst 23 november 2014.
27. ↑  Todor Krastev (16 mars 2014). ”Men Volleyball XVIII World Championship 2014 in Poland 31.08 - 21.09 - Winner Poland” (på engelska). Sport Statistics. Arkiverad från originalet den 25 april 2015. https://web.archive.org/web/20150425051634/http://todor66.com/volleyball/World/Men_2014.html. Läst 13 oktober 2014.
28. ↑  Todor Krastev (16 mars 2014). ”Women Volleyball XVII World Championship 2014 in Italy 23.09-12.10 - Winner United States” (på engelska). Sport Statistics. http://todor66.com/volleyball/World/Women_2014.html. Läst 13 oktober 2014.
29. ↑  Fallece Jorge Jottar, el chileno campeón mundial de tiro skeet Arkiverad 2 januari 2014 hämtat från the Wayback Machine. (spanska)
30. ↑  FC Barcelona legend Josep Seguer dies
31. ↑  Eusebio: Portuguese football legend dies (engelska)
32. ↑  Český hokej přišel o velkou osobnost, ve věku 86 let zemřel Karel Gut (tjeckiska)